# Dendi (państwo)
Dendi – afrykańskie królestwo powstałe w wyniku rozpadu imperium Songhaju w 1591 roku. Początkowo obejmowało ziemie pograniczne obecnych państw  Mali, Nigru i Burkiny Faso, jednak z czasem ulegało coraz większemu rozbiciu na niezależne państewka, by na początku XX wieku zostać podbitym przez Francję.

## Historia

### Okoliczności powstania
Imperium Songhaju przeżywało w drugiej połowie XVI wieku poważny kryzys. Złożyło się na niego wiele różnych czynników. Pogorszyła się sytuacja ekonomiczna – ceny złota stanowiącego podstawę eksportu znacznie spadły z powodu eksploatacji bogatych złóż tego kruszcu w Ameryce. Nowym towarem eksportowym, mającym choć w części zastąpić złoto, byli niewolnicy. Wywóz ich jednak tylko chwilowo bilansował straty, na dłuższą metę pogłębiając jeszcze kryzys. Songhaj stracił kontrolę nad częścią szlaków handlowych na rzecz Europejczyków, którzy założyli faktorie handlowe na wybrzeżu Zatoki Gwinejskiej. Zmusiło to klasę panującą do rozbudowy rodzimej gospodarki, która jednak nie była w stanie zapewnić coraz liczniejszemu potomstwu elit dóbr luksusowych. Właśnie rozrost elit spowodowany wielożeństwem przyczynił się do pogrążenia państwa w chaosie politycznym. Dzieci wysoko urodzonych starały się zachować poziom życia rodziców, co przy mniejszym dostępie do dóbr prowadziło do konfliktów. Gdy w 1582 roku umarł Askia Daud rozgorzały nieustanne walki o tron.
Osłabieniu Songhaju wykorzystał sułtan Maroka Mahmed el-Mansur. Już w 1580 roku rozpoczął on opanowywanie pojedynczych oaz oraz kopalni soli w Taghazie. Sułtan rozpoczął w 1484 roku dyplomatyczne zabiegi w celu podporządkowania sobie Songhaju, na które Askia Ishak II odpowiedział wysyłając do Maroka oszczepy i sidła, co symbolizowało rozpoczęcie wojny. Mahmed el-Mansur rozpoczął przygotowania do wojny w 1589 roku, na jego dworze pojawił się też pretendent do Songhajskiego tronu – Uled Kirinfil. Pod wodzą hiszpańskiego renegata Dżaudara, 16 października 1590 na Saharę wyruszyła armia składająca się z 4000 żołnierzy, uzbrojonych w arkebuzy, muszkiety, lance i działa oraz wojska pomocnicze i transportowe w skład których wchodziło 1600 ludzi i 9000 zwierząt. Mimo iż marsz przez pustynię przetrwała tylko połowa sił marokańskich, nadal stanowiły one duże wyzwanie dla nie posiadających broni palnej Shonghajczyków. W obliczu przytłaczającej przewagi liczebnej Askia zdecydował się na bezpośredni atak. Strony starły się 12 marca 1951 w zaciętej bitwie w pobliżu miejscowości Tondibi. Toczyła się ona ze zmiennym szczęściem, jednak po sześciu godzinach walki górę wzięli Marokańczycy, zaś wojska Askii uciekły w panice.
Askia Ishak II próbował negocjować pokój, sułtan wysłał jednak kolejną ekspedycję, która doprowadziła do klęski pod Bambą. Po przegranej bitwie władze w Songhaju przejął Askia Mohammed Gao, który już po czterdziestu dniach został podstępnie zamordowany przez paszę Mahmuda ben Zerguna. W miejsce zabitego władcy armia wybrała na stanowisko Askii Nuha – brata poprzednich panujących. Udało mu się ewakuować wielu Songhajów z opanowanych przez Maroko terenów. Wraz z nimi udał się do Dendi, dając początek nowemu, okrojonemu królestwu.

## Władcy
Władza w Dendi znajdowała a się w rękach dynastii Askia, od nazwy tej dynastii pochodził też tytuł Askia przyjmowany przez panującego. Do władzy dochodzili potomkowie Askii Dauda, nie było ustalonej kolejności, tytuł przypadał pretendentowi który potrafił go sobie zapewnić poprzez siłę i autorytet armii. Głównym źródłem autorytetu Askiów była ciągłość dynastyczna z władcami Songhaju, którą usilnie podkreślali. Poniżej znajduje się drzewo genealogiczne Askiów z Dendi, na zielono oznaczeni są władcy królestwa.

|                |                |                |                |                |                |  |  |        |        |        |        |        |        |  |  |                    |                    |                    |                    |                    |                    |  |  |               |               |               |               | Daud          |               |         |         |              |              |              |              |                   |                   |                   |                   |                   |                   |                |                |                |                |  |  |            |            |            |            |            |            |  |  |                    |                    |                    |                    |                    |                    |  |  |  |  |  |  |  |  |  |  |  |  |  |  |  |  |  |  |  |  |  |  |  |  |  |  |  |  |  |  |  |  |  |  |  |  |  |  |  |  |  |  |  |  |  |  |  |  |
|                |                |                |                |                |                |  |  |        |        |        |        |        |        |  |  |                    |                    |                    |                    |                    |                    |  |  |               |               |               |               |               |               |         |         |              |              |              |              |                   |                   |                   |                   |                   |                   |                |                |                |                |  |  |            |            |            |            |            |            |  |  |                    |                    |                    |                    |                    |                    |  |  |  |  |  |  |  |  |  |  |  |  |  |  |  |  |  |  |  |  |  |  |  |  |  |  |  |  |  |  |  |  |  |  |  |  |  |  |  |  |  |  |  |  |  |  |  |  |
|                |                |                |                |                |                |  |  |        |        |        |        |        |        |  |  |                    |                    |                    |                    |                    |                    |  |  |               |               |               |               |               |               |         |         |              |              |              |              |                   |                   |                   |                   |                   |                   |                |                |                |                |  |  |            |            |            |            |            |            |  |  |                    |                    |                    |                    |                    |                    |  |  |  |  |  |  |  |  |  |  |  |  |  |  |  |  |  |  |  |  |  |  |  |  |  |  |  |  |  |  |  |  |  |  |  |  |  |  |  |  |  |  |  |  |  |  |  |  |
| Mohammed Sorko | Mohammed Sorko | Mohammed Sorko | Mohammed Sorko | Mohammed Sorko | Mohammed Sorko |  |  | Nuh    | Nuh    | Nuh    | Nuh    | Nuh    | Nuh    |  |  | El-Amin            | El-Amin            | El-Amin            | El-Amin            | El-Amin            | El-Amin            |  |  | Mohammed Bano | Mohammed Bano | Mohammed Bano | Mohammed Bano | Mohammed Bano | Mohammed Bano |         |         | Mohammed Gao | Mohammed Gao | Mohammed Gao | Mohammed Gao | Mohammed Gao      | Mohammed Gao      |                   |                   | Harun             | Harun             | Harun          | Harun          | Harun          | Harun          |  |  | El-Mostafa | El-Mostafa | El-Mostafa | El-Mostafa | El-Mostafa | El-Mostafa |  |  | Anasa              | Anasa              | Anasa              | Anasa              | Anasa              | Anasa              |  |  |  |  |  |  |  |  |  |  |  |  |  |  |  |  |  |  |  |  |  |  |  |  |  |  |  |  |  |  |  |  |  |  |  |  |  |  |  |  |  |  |  |  |  |  |  |  |
| Mohammed Sorko | Mohammed Sorko | Mohammed Sorko | Mohammed Sorko | Mohammed Sorko | Mohammed Sorko |  |  | Nuh    | Nuh    | Nuh    | Nuh    | Nuh    | Nuh    |  |  | El-Amin            | El-Amin            | El-Amin            | El-Amin            | El-Amin            | El-Amin            |  |  | Mohammed Bano | Mohammed Bano | Mohammed Bano | Mohammed Bano | Mohammed Bano | Mohammed Bano |         |         | Mohammed Gao | Mohammed Gao | Mohammed Gao | Mohammed Gao | Mohammed Gao      | Mohammed Gao      |                   |                   | Harun             | Harun             | Harun          | Harun          | Harun          | Harun          |  |  | El-Mostafa | El-Mostafa | El-Mostafa | El-Mostafa | El-Mostafa | El-Mostafa |  |  | Anasa              | Anasa              | Anasa              | Anasa              | Anasa              | Anasa              |  |  |  |  |  |  |  |  |  |  |  |  |  |  |  |  |  |  |  |  |  |  |  |  |  |  |  |  |  |  |  |  |  |  |  |  |  |  |  |  |  |  |  |  |  |  |  |  |
|                |                |                |                |                |                |  |  |        |        |        |        |        |        |  |  |                    |                    |                    |                    |                    |                    |  |  |               |               |               |               |               |               |         |         |              |              |              |              |                   |                   |                   |                   |                   |                   |                |                |                |                |  |  |            |            |            |            |            |            |  |  |                    |                    |                    |                    |                    |                    |  |  |  |  |  |  |  |  |  |  |  |  |  |  |  |  |  |  |  |  |  |  |  |  |  |  |  |  |  |  |  |  |  |  |  |  |  |  |  |  |  |  |  |  |  |  |  |  |
| Daud II        | Daud II        | Daud II        | Daud II        | Daud II        | Daud II        |  |  | Ismail | Ismail | Ismail | Ismail | Ismail | Ismail |  |  | Fari-Mondzo Hammad | Fari-Mondzo Hammad | Fari-Mondzo Hammad | Fari-Mondzo Hammad | Fari-Mondzo Hammad | Fari-Mondzo Hammad |  |  | Ismail        | Ismail        | Ismail        | Ismail        | Ismail        | Ismail        |         |         | Daud I       | Daud I       | Daud I       | Daud I       | Daud I            | Daud I            |                   |                   | Mohammed Borio    | Mohammed Borio    | Mohammed Borio | Mohammed Borio | Mohammed Borio | Mohammed Borio |  |  | Nuh II     | Nuh II     | Nuh II     | Nuh II     | Nuh II     | Nuh II     |  |  | Mohammed ben Anasa | Mohammed ben Anasa | Mohammed ben Anasa | Mohammed ben Anasa | Mohammed ben Anasa | Mohammed ben Anasa |  |  |  |  |  |  |  |  |  |  |  |  |  |  |  |  |  |  |  |  |  |  |  |  |  |  |  |  |  |  |  |  |  |  |  |  |  |  |  |  |  |  |  |  |  |  |  |  |
| Daud II        | Daud II        | Daud II        | Daud II        | Daud II        | Daud II        |  |  | Ismail | Ismail | Ismail | Ismail | Ismail | Ismail |  |  | Fari-Mondzo Hammad | Fari-Mondzo Hammad | Fari-Mondzo Hammad | Fari-Mondzo Hammad | Fari-Mondzo Hammad | Fari-Mondzo Hammad |  |  | Ismail        | Ismail        | Ismail        | Ismail        | Ismail        | Ismail        |         |         | Daud I       | Daud I       | Daud I       | Daud I       | Daud I            | Daud I            |                   |                   | Mohammed Borio    | Mohammed Borio    | Mohammed Borio | Mohammed Borio | Mohammed Borio | Mohammed Borio |  |  | Nuh II     | Nuh II     | Nuh II     | Nuh II     | Nuh II     | Nuh II     |  |  | Mohammed ben Anasa | Mohammed ben Anasa | Mohammed ben Anasa | Mohammed ben Anasa | Mohammed ben Anasa | Mohammed ben Anasa |  |  |  |  |  |  |  |  |  |  |  |  |  |  |  |  |  |  |  |  |  |  |  |  |  |  |  |  |  |  |  |  |  |  |  |  |  |  |  |  |  |  |  |  |  |  |  |  |
|                |                |                |                |                |                |  |  |        |        |        |        |        |        |  |  |                    |                    |                    |                    |                    |                    |  |  |               |               |               |               |               |               |         |         |              |              |              |              |                   |                   |                   |                   |                   |                   |                |                |                |                |  |  |            |            |            |            |            |            |  |  |                    |                    |                    |                    |                    |                    |  |  |  |  |  |  |  |  |  |  |  |  |  |  |  |  |  |  |  |  |  |  |  |  |  |  |  |  |  |  |  |  |  |  |  |  |  |  |  |  |  |  |  |  |  |  |  |  |
|                |                |                |                |                |                |  |  |        |        |        |        |        |        |  |  | Mar-Chindin        | Mar-Chindin        | Mar-Chindin        | Mar-Chindin        | Mar-Chindin        | Mar-Chindin        |  |  |               |               |               |               | El-Hajj       | El-Hajj       | El-Hajj | El-Hajj | El-Hajj      | El-Hajj      |              |              | Muhammad El-Borko | Muhammad El-Borko | Muhammad El-Borko | Muhammad El-Borko | Muhammad El-Borko | Muhammad El-Borko |                |                |                |                |  |  |            |            |            |            |            |            |  |  |                    |                    |                    |                    |                    |                    |  |  |  |  |  |  |  |  |  |  |  |  |  |  |  |  |  |  |  |  |  |  |  |  |  |  |  |  |  |  |  |  |  |  |  |  |  |  |  |  |  |  |  |  |  |  |  |  |

## Administracja
Państwo Dendi odziedziczyło pewną część aparatu państwowego obecnego w Songhaju. Stale obsadzane były urzędy naczelników obu pozostałych w królestwie prowincji – Hombori-koi i Dendi-fari. Aparat państwowy nadzorowali kontrolerzy mundio zarządzani przez fari-mundio. Istniała też funkcja sekretarza prowadzącego korespondencję władcy.
Armia podlegała bezpośrednio Askii, często jednak przekazywał on nad nią kontrolę dowódcom. Jednym z najwyższych był hi-koi – naczelnik floty na rzece Niger wywodzący się tradycyjnie z ludu Sorko, często armią dowodził też Dendi-fari. Ryzykownym, aczkolwiek spotykanym posunięciem, było przekazanie przez Askię kontroli nad wojskiem jednemu ze swych krewnych.

## Religia
W Songhaju oficjalną religią był islam. Pozostawał on jednak religią elity, nigdy nie był w pełni przyjęty przez animistyczne masy. Większość jego wyznawców skupiała się w większych miastach, takich jak  Timbuktu i Dżenne, które po ataku marokańskim weszły w skład Paszaliku Arma. Islam, jako ideologia panująca, służył w Songhaju do wzmacniania więzów między różnymi etnicznie plemionami. Królestwo Dendi, składające się zaledwie z dwóch prowincji dawnego imperium, było pod względem etnicznym znacznie mniej zróżnicowane. Dodatkowo atrakcyjność islamu osłabiały ciągłe wojny z muzułmańskim Paszalikiem Arma. Wszystkie te czynniki prowadziły do stopniowego osłabiania roli islamu, kosztem wierzeń animistycznych. Wiadomo, że dwór Askii Nuha składał się jeszcze z muzułmanów, choć jego armia opierała się w większości na wyznawcach animizmu – świadczy o tym zapis w kronikach Timbuktu, że pasza Mahmud ben Zerguna walczył w Hombori z „poganami”. Ostatnim świadectwem obecności islamu w Dendi jest fakt korespondencji pomiędzy Askią a paszą w latach trzydziestych XVII wieku, do czego była potrzebna osoba o muzułmańskim wykształceniu. Rozbicie dzielnicowe ostatecznie doprowadziło do zaniku islamu – nie miała już racji bytu jego jednocząca rola. Istotne jest także, że oprócz członków dynastii Askiów, władze w okręgach przejmowali też potomkowie Sonnich, którzy chętniej odwoływali się do miejscowych wierze i tradycji, oraz do odziedziczonych po swych przodkach magicznych właściwości.